# 穆尔巴加尔
穆尔巴加尔（Mulbagal），是印度卡纳塔克邦Kolar县的一个城镇。总人口44031（2001年）。

## 人口
该地2001年总人口44031人，其中男性22353人，女性21678人；0—6岁人口6317人，其中男3206人，女3111人；识字率60.93%，其中男性为67.49%，女性为54.18%。